# XV (King's X)
XV è un album in studio del gruppo musicale statunitense King's X, pubblicato nel 2008 dalla Inside Out Music.

## Tracce
1. Pray – 4:15
2. Blue – 4:25
3. Repeating Myself – 4:09
4. Rocket Ship – 2:44
5. Julie – 2:41
6. Alright – 2:59
7. Broke – 3:56
8. I Just Want to Live – 4:21
9. Move – 4:02
10. I Don't Know – 3:32
11. Stuck – 3:56
12. Go Tell Somebody – 3:17
13. Love and Rockets (Hell's Screaming) – 4:22
14. No Lie – 5:20

## Formazione

### Gruppo
- Doug Pinnick – voce, basso
- Ty Tabor – voce, chitarra
- Jerry Gaskill – voce, batteria